# 動物の爆発
動物の爆発では、動物（死体を含む）が爆発を起こす例と、人為的に爆発させられた例について述べる。いずれも稀な現象あるいは行為であるが、有名なものとしてはクジラの死体が腐敗や解体作業により爆発する事例が知られている。他にも、自己防衛のために意図的に爆発を起こす動物が報告されている。また人間が軍事目的で爆発させた例がある。

## 自発的な爆発

### アリ・シロアリ

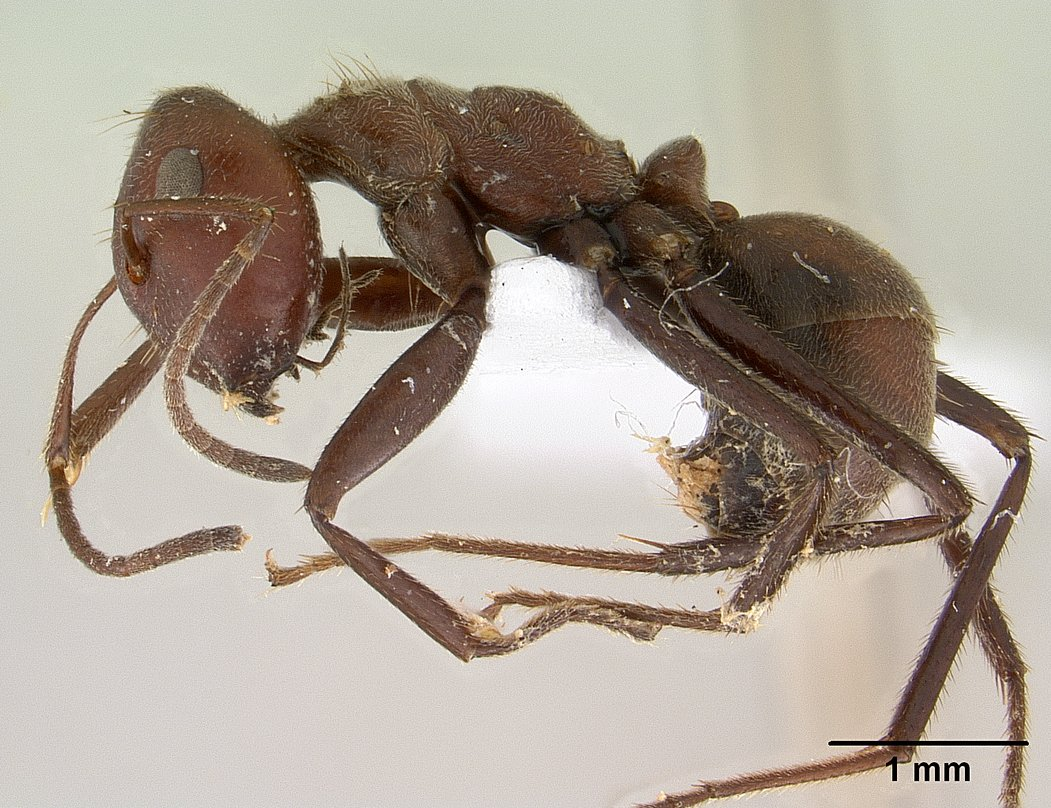
ジバクアリ

昆虫の中には、群れを守るために自分を犠牲にする利他的行動として爆発するものがある。このような行動はオートサイシスと呼ばれている。例えば東南アジアに生息するジバクアリなど数種類のアリは、巣を侵入者から守るために自発的に爆発することができる。ジバクアリの働きアリが行う自爆は、オートサイシスの典型例である。このアリには、一般的なものより大きい、毒で満たされた下顎腺が全身に伸びている。侵入者との戦闘が不利になると、このアリは腹部を猛烈に収縮させて破裂し、全方位に毒液をばらまく。Globitermes sulphureusなど多くのシロアリの種のコロニーにも、同様の目的のために自分の体を分裂させ、有害でねばつく液体をばらまく兵隊アリがいる。

## 事故

### 雌牛
1932年1月、オーストラリアのタウンズヴィル・デイリー・ブレティン紙が、ケネディ・クリーク（ノース・クイーンズランドのカードウェル付近）の農場で乳牛の体の一部が爆発し死亡した、と報じた。伝えられているところでは、この牛は草を食べている時に誤って雷管を食べてしまったのだという。そして乳を搾られている最中に反芻をしていて雷管をかみ砕いたとされている。牛は頭が吹き飛び、乳絞りしていた農夫も吹き飛ばされ意識不明になった。

### カモ
1910年にはロサンゼルス・ヘラルド紙が、酵母を食べたカモが爆発したと報じている。

## 特殊な例

### クジラ
動物が自然に爆発する現象には、他にも様々な原因が考えられる。例えば座礁クジラの死体が爆発する現象は、死体を分解するバクテリアが排出したメタンガスが体内に溜まることで発生する。

### ヒキガエル
2005年4月、ハンブルク＝アルトナの自然保護当局が、ヒキガエルがガスをため込んで爆発し、半径1メートルの範囲に内臓をまき散らすという現象を発見し、世界中で報じられた。この一件で、地元住民はもともと「ヒキガエルの池」(ドイツ語: Tümpel des Todes)と呼ばれていた池を「死の池」と呼ぶようになった。このヒキガエルが爆発する現象は、特に午前2時から3時の間に頻繁に起こると報告されている。2005年4月26日、環境運動家のヴェルナー・スモルニクは少なくとも1,000匹のヒキガエルが数日の間に爆発して死んだと主張した。彼によれば、このヒキガエルたちは通常の3.5倍の大きさに膨らんで爆発し、最大1メートルも内臓をまき散らすという。
ベルリンの獣医師フランツ・ムッチマンは爆死したヒキガエルの死体を集めて研究し、少し前から池に殺到していたヒキガエルの天敵カラスが関係しているという仮説を立てた。彼によれば、爆発の原因はカラスからの攻撃と、本来ヒキガエルが持っている体の膨張という威嚇能力にあるという。この地域のカラスは、ヒキガエルの胸と腹部のへこみの間の皮膚を貫き、器用に肝臓を引き出して食べる。これに対抗するため、ヒキガエルたちは自らの体を膨らませるのだが、体に穴をあけられ肝臓を失ったところから破裂が起き、内臓をまき散らすのだという。同様の現象が突然連続して起きたことについて、ムッチマンは「カラスは知的な動物。彼らはヒキガエルの肝臓を食べる技を瞬く間に習得したのだ」と説明している。その上で彼は、このような現象はさして珍しいものではなく、単に市街地で起きたために人目を引いたのだろうと述べている。
他にも、ウイルスや菌の感染が原因とする説も提唱された。同時期に外国から近くの競馬場にやってきたウマが感染症にかかっていたこととの関連性が疑われたが、研究所での検査では、ヒキガエルの死体から伝染性の病原体は見つからなかった。
同じころ、デンマークのあるラジオ局が、ユラン半島中部のLaasby付近の池でヒキガエルの爆発現象が起きていると報じた。

## 人為的な爆発

### 動物の兵器化
人間は歴史上、爆弾などの兵器を動物に運搬させて爆発させる様々な試みを行ってきた。中国の宋朝期には、雄牛に大きな爆発物を背負わせ、自走式ミサイルのように敵に突撃させた。第二次世界大戦では、アメリカがコウモリに小さな焼夷弾を運ばせる「コウモリ爆弾」を研究していた。
イギリスは、対ドイツ特殊作戦のための兵器として爆薬ラットを開発した。ネズミの死体に火薬を詰めてドイツのボイラー室近くに放置するというもので、ゴミとみなされ炎に投げ込まれることでボイラー室を爆破するという流れを期待したのである。結局最初の輸送分がドイツに捕らえられたため、爆薬ラットの実用には至らなかった。しかしドイツ軍は同種の罠が他にも仕掛けられていないか調査を余儀なくされたため、イギリス特殊作戦執行部はこの作戦を成功したと結論付けた。
同じころソビエト連邦は、ドイツ戦車を撃破するために爆弾を持たせた対戦車犬を開発した。その後も、敵の潜水艦や軍艦を攻撃させるいわゆる「カミカゼ・イルカ」を開発したり、ロバやラバ、ウマに即席爆発装置を運ばせ攻撃した事例も報告されている。

### いたずら
昭和期の日本の男児の遊びのひとつとして、「カエル爆竹」というものがあった。駄菓子屋などで爆竹などの火薬が容易に手に入る時代だったことから流行したもので、野生のカエルの尻や口に爆竹を突っ込んで爆発させるというもの。